# Federazione di rugby a 15 della Tunisia
La federazione di rugby a 15 della Tunisia (in francese Fédération Tunisienne de Rugby; in arabo الجامعة التونسية للرقبي‎?) è l'organismo di governo del rugby a 15 in Tunisia.
Nata nel 1972, fu un'affiliata F.I.R.A. fin dalla nascita e, nel 1988, divenne membro dell'International Rugby Board.